# Епархия Линди
Епархия Линди (лат. Dioecesis Lindiensis) — епархия Римско-Католической церкви с центром в городе Линди, Танзания. Епархия Линди входит в митрополию Сонгеа. Кафедральным собором епархии Линди является церковь святого Андрея Каггвы.

## История
5 августа 1963 года Римский папа Павел VI издал буллу «Quotiens datur», которой учредил епархию Начингвеа, выделив её из территориального аббатства Нданды (сегодня — епархия Мтвары). Первоначально епархия Начингвеа являлась суффраганной по отношению к архиепархии Дар-эс-Салама.
17 октября 1986 года епархия Начингвеа передала часть территории для создания епархии Тундуру-Масаси и одновременно изменила своё название на епархию Линди. Её не следует путать с более ранней епархией Линди, от которой происходит сегодняшняя архиепархия Сонгеа.
18 ноября 1987 года епархия Линди вошла в состав церковной провинции Сонгеа.

## Ординарии епархии
- епископ Arnold Ralph Cotey, S.D.S.[1] (5.08.1963 — 11.11.1983);
- епископ Поликарп Пенго (11.11.1983 — 17.10.1986), назначен епископом Тундуру-Масаси;
- епископ Maurus Libaba (17.10.1986 — 3.03.1988);
- епископ Bruno Pius Ngonyani (6.10.1990 — по настоящее время).